# James Blundell

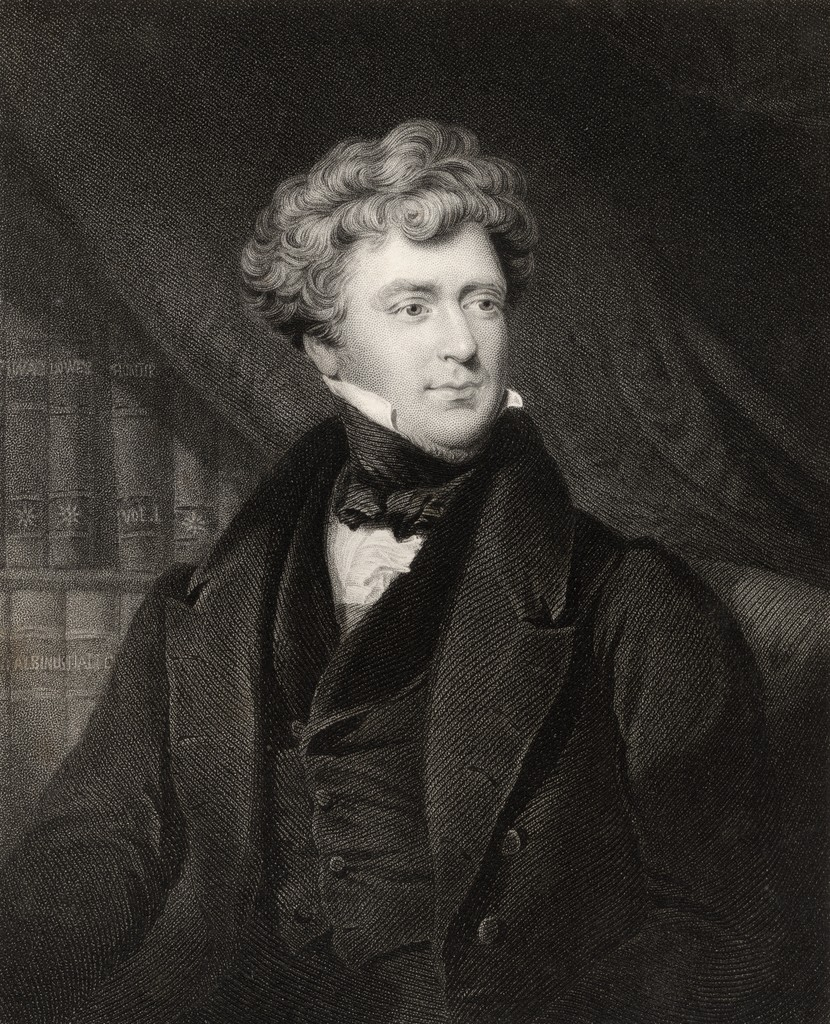
James Blundell im Jahre 1820 (Kupferstich von John Cochran).

James Blundell (* 27. Dezember 1790 in London; † 15. Januar 1878 ebenda) war ein britischer Physiologe und Geburtshelfer. Er führte 1824 die erste erfolgreiche Bluttransfusion von Mensch zu Mensch durch. Im Jahr 1838 wurde er als Vollmitglied des Royal College of Physicians berufen.

## Berufliche Laufbahn
James Blundell studierte in London und Edinburgh Medizin. Nach seinem Studienabschluss mit der Promotion 1813 in Edinburgh lehrte von 1814 bis 1834 am Guy’s Hospital in London Geburtshilfe für Hebammen und erhielt während dieser Tätigkeit dort auch eine Professur für Geburtshilfe (englisch midwifery). Am Guy’s Hospital führte er im Jahre 1825 auf eine ausgeblutete Wöchnerin die erste erfolgreiche Bluttransfusion von Mensch zu Mensch durch. Zudem war Blundell auch ein führender Physiologe seiner Zeit, der insbesondere auch durch seine Beiträge zur Chirurgie des Bauchraumes und zum Verständnis der Entstehung des Kindbettfiebers auf sich aufmerksam machte.
1834 wurden seine Vorlesungen als Principles and practice of obstetricy publiziert. darin findet sich auch sein Aufsatz über endotracheale Intubation und künstliche Beatmung asphyktischer Neugeborener.
1834 schied er nach einem Streit mit dessen Kämmerer aus dem Guys-Hospital aus und leitete anschließend seine eigene Praxis. 1847 ging er in den Ruhestand.

## Bluttransfusion
Nachdem Blundell zahlreiche Tierversuche mit dem Ziel Technik und Nutzen einer Bluttransfusion auszuloten, durchgeführt hatte, hielt er im Jahre 1818 in der medizinisch-chirurgischen Gesellschaft in London dazu eine Vorlesung. Kurz darauf führte er die erste dokumentierte Bluttransfusion am Guys-Hospital in London an einem infaust erkrankten Patienten durch (die zeitgenössische Beschreibung weist auf ein endgradig fortgeschrittenes Magencarcinom hin – „… skirrhöse Beschaffenheit des Pylorus und des oberen Theils des duodenums …“ (zitiert nach)). Übertragen wurde dabei etwa ein halber Liter Blut (12 – 14 Unzen in die Vena cephalica). Das Blut stammte von den zufällig anwesenden Personen. Der Patient überlebte nach anschließender klinischer Besserung noch weitere 56 Stunden.
Im Oktober 1825 hielt einer seiner Schüler eine Vorlesung über eine erfolgreich von ihm durchgeführte Bluttransfusion bei einer Wöchnerin, die anschließend dauerhaft gesundete. Inwieweit die Transfusion tatsächlich lebensrettend war, wurde damals in den Fachkreisen lebhaft diskutiert.
Die Prüfungen der Blutverträglichkeit wurde erst im 20. Jahrhundert (1907) durch Reuben Ottenberg eingeführt, nachdem Karl Landsteiner 1901 das AB0-System entdeckt hatte.